# حركة قوى المستقبل
حركة قوى المستقبل (بالفرنسية: Mouvement des Forces d'Avenir)‏ هي حزب سياسي في كوت ديفوار. تأسس الحزب من قبل إنوسنت أناكي في ديسمبر 1992.
في الانتخابات البرلمانية التي أجريت في 10 كانون الأول / ديسمبر 2000 و14 كانون الثاني / يناير 2001، فاز الحزب بمقعد واحد من 225 مقعدًا في الجمعية الوطنية لكوت ديفوار؛ كان أناكي هو المرشح الوحيد الذي فاز بمقعد.
في 18 مايو 2005، كان الحزب واحدا من أربعة أحزاب (جنبًا إلى جنب مع الحزب الديمقراطي لكوت ديفوار وتجمع الجمهوريين والاتحاد من أجل الديمقراطية والسلام في كوت ديفوار) الذين وقعوا اتفاقًا لتشكيل ائتلاف، تجمع الهوفويتين من أجل الديمقراطية والسلام، قبل الانتخابات الرئاسية التي كان من المقرر إجراؤها في أكتوبر 2005.
في بث تلفزيوني حكومي في 18 مارس 2009، دعا رئيس الحزب إنوسنت أناكي الشعب للإطاحة بالرئيس لوران غباغبو؛ تم القبض عليه بعد ذلك. تم استجوابه وإطلاق سراحه في 21 مارس، وفي 23 مارس أعلن أن الحزب سينسحب من الحكومة الائتلافية، التي كان الحزب يشغل فيها حقيبة واحدة؛ كان الوزير الوحيد للحزب في ذلك الوقت هو وزير الإعمار بامبا حمزة.
كان أناكي مرشح الحزب للانتخابات الرئاسية في أكتوبر 2010 (التي عقدت متأخرة خمس سنوات) لكنه حصل على جزء ضئيل من الأصوات.